# Nemoria haematospila
Nemoria haematospila är en fjärilsart som beskrevs av Louis Beethoven Prout 1912. Nemoria haematospila ingår i släktet Nemoria och familjen mätare. Inga underarter finns listade i Catalogue of Life.